# Toledo (Iowa)
Toledo település az Amerikai Egyesült Államok Iowa államában, Tama megyében, melynek megyeszékhelye is. Lakosainak száma 2369 fő (2020. április 1.).

## Népesség
A település népességének változása:

| 2010 | 2 341 |
| 2020 | 2 369 |